# Yehoshua Kenaz
Yehoshua Kenaz (en hebreo: יהושע קנז) (Petaj Tikva, Palestina británica; 2 de marzo de 1937 - Petaj Tikva, Israel; 12 de octubre de 2020) fue un novelista israelí. 

## Biografía
Estudió filosofía y lenguas románicas en la Universidad Hebrea de Jerusalén y literatura francesa en la Sorbona. Ha traducido clásicos franceses al hebreo y trabaja como editor para el periódico Ha'aretz. Ha recibido numerosos galardones: los premios Newman, Agnon, Acum, Bialik, etc.
Falleció el 12 de octubre de 2020 a los 83 años víctima de COVID-19.